# Sebastià Garau Aulet
Sebastià Garau Aulet, Molinou, (1912, Llucmajor, Mallorca - 5 de febrer de 1995, Llucmajor) fou un banquer i batle de Llucmajor durant la dictadura franquista, entre 1945 i 1952.
Garau s'afilià a la Falange Espanyola de les JONS al final de la Segona República. El seu germà Antoni Garau Aulet fou un dels fundadors de la Falange a Llucmajor i el seu primer secretari. Fou tinent de batle de diversos consistoris a Llucmajor després de la Guerra Civil i, el 1945, assolí la presidència de l'ajuntament, que mantingué durant set anys. També fou diputat provincial. Durant el seu mandat com a batle en destaca la construcció d'habitatges de protecció oficial, les denominades «cases barates».
Professionalment s'inicià dirigint un banc familiar d'abast local. Posteriorment fou delegat de la Caja de Pensiones y Monte de Piedad de las Baleares, després anomenada Sa Nostra, a Llucmajor. També fou promotor d'establiments comercials dedicats al turisme a s'Arenal. Li fou concedida l'orde de Cisneros.